# Хивайд ап Бледри
Хивайд ап Бледри., а также Хивайд ап Блейтиг (валл. Hyfaidd ap Bledri; валл. Hyfaidd ap Bleiddig; 811/815 или 830 — 893) — король Диведа (до 893).

## Происхождение
Хивайд был сыном Бледри и Тангвистлы, дочери Оуайна ап Маредида.
Триада 68 - «Три короля, которые возвысились с вилленов», - утверждает, что Хивайд среди их числа, что означает, что его отец Блетри или Бледриг считался не представителем старой королевской семьи Диведа, происходящих от Аэда Броска. Альтернативная теория связывает его с королевской семьей Кередигиона, а именно, предполагается, что он был сыном Дивнуаллона и его жены, которая была дочерью Маредида ап Теудоса. По ещё одной версии, Бледри был сыном Артуира, правителя Гвента.

## Правление
Неизвестно точно, когда Хивайд стал королём Диведа. Считается, что это произошло после правления Викингов, около 875 года.
Хивайд имел репутацию тирана. Известно, что он разграбил собор Святого Давида и изгнал оттуда всех священников. 
Чарльз-Эдвардс утверждает, что Хивайд был ответственным за консолидацию земель, которые позже будут известны как Дехейбарт, присоединив Истрад-Тиви и, возможно, Кередигион к Диведу, до его смерти. Говорят, что он угнетал священнослужителей Меневии и изгнал Епископа Нобиса, заставляя к себе враждебно относиться родственника Нобиса, историка Ассера.
Хивайд враждовал с Анараудом Гвинедским и, чтобы противостоять ему, около 880 года признал себя вассалом Альфреда Великого.
В 893 году Хивайд умер и королём Диведа стал его старший сын Лливарх.